# Regina Margherita (1904)
«Реджина Маргерита» (італ. Regina Margherita) — броненосець-пре-дредноут однойменного типу Королівських ВМС Італії початку XX століття. 

## Історія створення
Броненосець «Реджина Маргерита» був закладений 20 листопада 1898 року на верфі флоту у  місті Ла-Спеція. Спущений на воду 30 травня 1901 року, вступив у стрій 14 квітня 1904 року.
Свою назву отримав на честь королеви Італії Маргарити Савойської, дружини Умберто I.

## Історія служби
Після вступу у стрій броненосець «Реджина Маргерита», однотипний «Бенедетто Брін» та 3 броненосці типу «Реджина Елена» утворили Середземноморську ескадру.
Під час італійсько-турецької війни броненосець «Реджина Маргерита» входив до кладу 1-ї дивізії 2-ї ескадри, разом з «Бенедетто Брін» і двома броненосцями типу «Амміральйо ді Сан-Бон»: «Емануеле Філіберто» і «Амміральйо ді Сан-Бон». Дивізія діяла біля берегів Лівії. У квітні 1912 року 2-га ескадра вирушила в Егейське море, де об'єдналась з 1-ю ескадрою. 18 квітня кораблі пошкодили декілька турецьких підводних комунікаційних кабелів.
Поки більшість кораблів вели обстріл берегових укріплень поблизу Дарданелл, намагаючись виманити турецький флот, «Реджина Маргерита», «Бенедетто Брін» і два міноносці пошкодили кабелі між Родосом і Мармарисом.
18 травня «Реджина Маргерита» обстріляв Мармарис.
У липня ескадра повернулась в Італію, де «Реджина Маргерита» пройшов ремонт. Також кількість 76,2- мм гармат була збільшена до 24.
Під час Першої світової війни великі кораблі італійського флоту майже не залучались до бойових дій - командувач флоту Паоло Таон ді Ревель хотів зберегти їх для імовірної великої битви з австро-угорським флотом.
«Реджина Маргерита» і «Бенедетто Брін», вже будучи застарілими, були включені до складу 3-ї дивізії і використовувались в основному як навчальні кораблі.
У ніч 11-12 грудня 1916 року «Реджина Маргерита» вирушив з Вльори в Італію. У складних погодних умовах він підірвався на 2 мінах, виставлених підводним човном «SM UC-14» і затонув. Загинуло 675 членів екіпажу, 270 вдалось врятуватись.